# Luonterivesi
Luonterivesi är en sjö i Finland.   Den ligger i landskapet Södra Savolax, i den södra delen av landet, 220 km nordost om huvudstaden Helsingfors. Luonterivesi ligger 68 meter över havet.